# Acanthodelta praestantis
Acanthodelta praestantis là một loài bướm đêm trong họ Noctuidae.